# Saqaliba

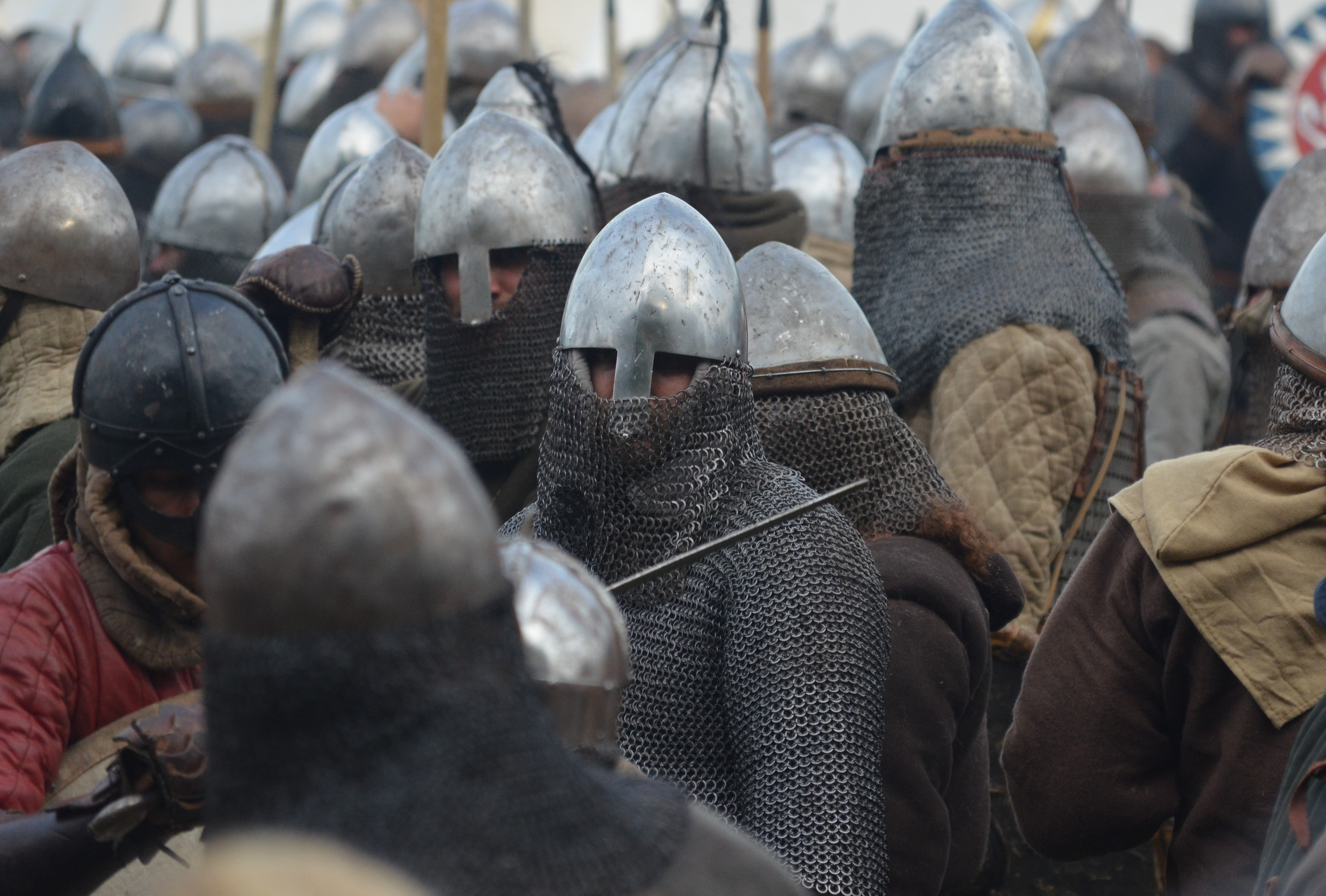
Reconstitution de Saqaliba (archéologie expérimentale) en 2019.

Saqaliba (en arabe : صقالبة, sg. Siqlabi) est un terme désignant les Slaves, notamment les mercenaires et esclaves slaves dans la civilisation islamique classique (Ifriqiya, Sicile et al-Andalus), contemporaine de l'époque médiévale en Occident. Le terme arabe saqlab, siklab, saqlabi est emprunté au grec byzantin Sklavinoi (« Slaves »).
En Al-Andalus, quelques Saqaliba convertis à l'islam accèdent au pouvoir et forment des royaumes-taïfas à dynasties slaves comme celle d'Almeria avec son roi Jairan ou encore la dynastie de Mujahid al-Amiri qui règne à la fois sur la taïfa de Dénia, les îles Baléares et la Sardaigne.

## Historique
Le géographe persan Ibn al-Faqih écrit qu'il y a deux types de saqāliba : ceux qui « ont la peau sombre et les cheveux noirs qui vivaient par-delà les mers » (il désigne ainsi la Méditerranée et la mer Noire, incluant probablement dans sa définition les peuples romans orientaux et les Grecs) et « ceux à la peau claire qui vivaient plus loin sur la même terre » (il désigne ainsi les Slaves des Balkans et de Russie). 
Dans le monde musulman comme dans le monde chrétien, les « infidèles », dans ce cas adeptes de la mythologie slave, pouvaient être réduits en esclavage et ne pouvaient être affranchis que s'ils  se convertissaient à la foi de leurs maîtres : le terme français « esclave » vient d'ailleurs des Slaves par l'intermédiaire carolingien ; dans la civilisation islamique classique les chrétiens, slaves ou non, étaient inclus parmi les « infidèles » (en arabe : غير, sg. gyaour). Il existait plusieurs routes principales pour le trafic des Slaves, à travers l'Asie centrale, la Méditerranée (les principaux marchés d'esclaves étant Astrakhan, Tmoutarakan, Constantinople, Alexandrie, Le Caire, Tunis, Gênes et Venise), l'Europe centrale et occidentale (marchés à Ratisbonne, Cologne, Mayence et Aix-la-Chapelle). Al-Andalus pouvait se fournir en saqāliba par l'Afrique du Nord (Maghreb) et par la voie européenne des Radhanites, marchands juifs que décrit le chroniqueur Ibrahim ibn Ya'qub.

Les Saqāliba occupaient des fonctions variées : encore païens et esclaves, ils pouvaient être serviteurs, eunuques, artisans ; une fois devenus "croyants" (en arabe : المؤمنين, sg. mu'minīn) ils pouvaient devenir mercenaires et même gardes du calife. Le chroniqueur byzantin Théophane mentionne que dans les années 660, le calife omeyyade Muʿawiya Ier mit en place en Syrie une armée composée de 5 000 mercenaires slaves d'Asie Mineure. Dans l'émirat de Cordoue, les Saqāliba apparaissent sous le règne d'Al-Hakam Ier (796–822) et formeront notamment la garde personnelle du calife Abd al-Rahman III.

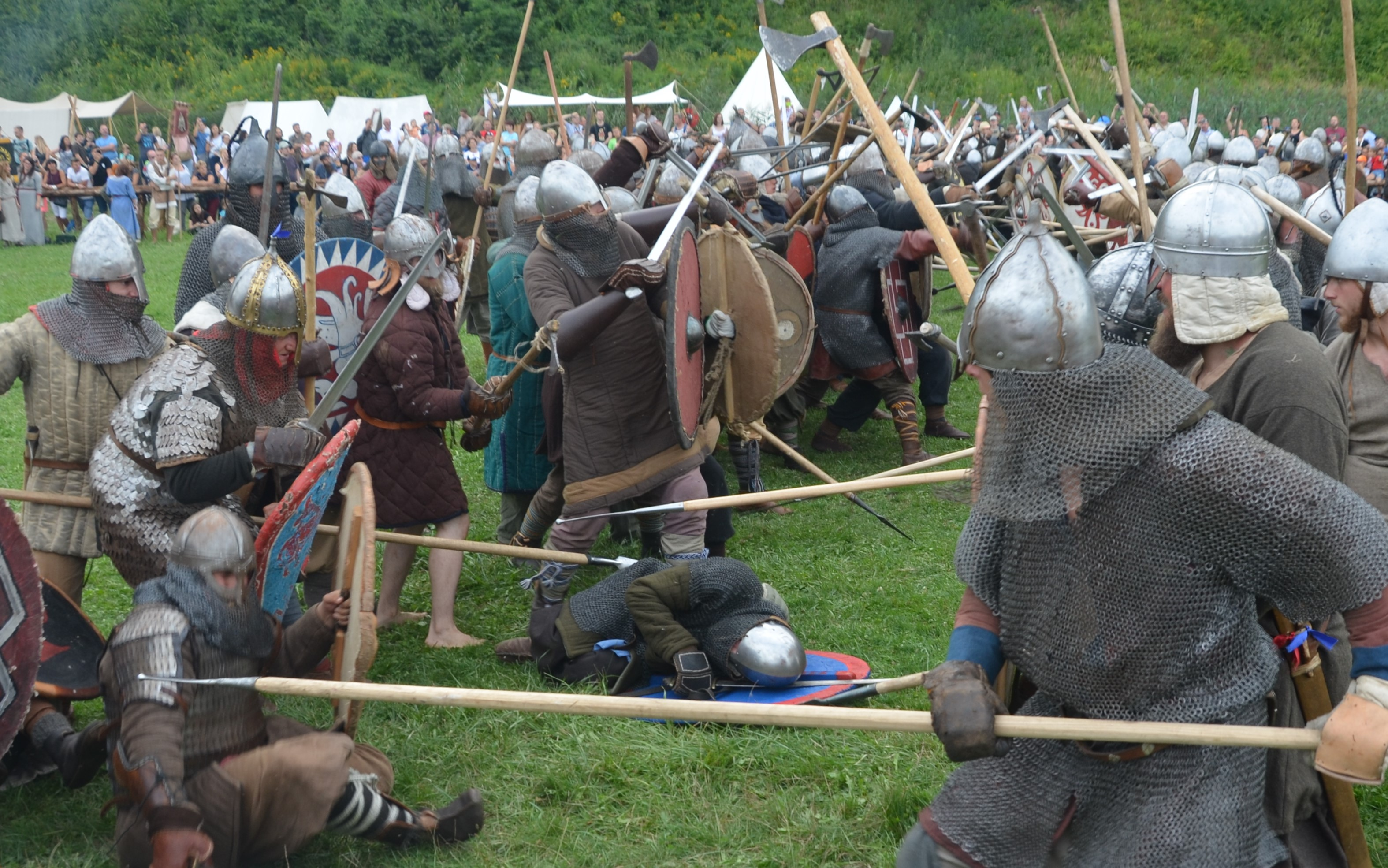
Les Saqaliba forment une des principales composantes des armées du califat de Cordoue puis des royaumes d'al-Andalus.

Nombre d'entre eux occupèrent des postes importants et, à la différence des centaines de milliers d'esclaves restés anonymes, leur sort est bien renseigné. En Al-Andalus, au Maghreb, à Damas et en Sicile, leur rôle peut être comparé à celui qu'eurent les Mamelouks dans l'Empire ottoman. Certains Saqāliba comme Mujahid al-Amiri devinrent même rois de taïfas en Espagne après la chute du califat de Cordoue.
Au XIe siècle, Al-Bakri mentionne la présence dans l'émirat de Nekor, au Maroc actuel, d'un « village des Saqaliba » (qaryat al-Sāqāliba).
Comme mentionné précédemment, les Arabes n'avaient qu'une notion très vague des caractères ethniques des populations dont ils n'étaient pas voisins. Il est probable que le terme Saqāliba désignait un ensemble disparate de peuples balkaniques, caucasiens, turcs, baltes ou finno-ougriens vivant entre la mer Baltique et les mers Noire et Caspienne. Ibn Fadlân qualifie par exemple Almis, roi des Bulgares de la Volga, de « roi des Saqāliba », tandis qu'Al-Biruni nomme la mer Baltique Bahr as-Saqâliba, c'est-à-dire « mer des Saqaliba ».
À Madagascar, il est possible que le nom des Sakalaves provienne étymologiquement du mot arabe saqāliba qui finit par désigner un esclave en général, toutes origines confondues. En Tunisie, pour désigner les esclaves, la terminologie choisie dépendait de la couleur et des origines de l'esclave : l'esclave à la peau claire était appelé mamluk ou saqlabi et, étant plus rare, était plus cher.

## Représentations dans la culture populaire
Les saqalibas sont représentés dans le jeu vidéo Crusaders Kings III au sein de l'expansion Fate of Iberia. 